# Michael Curtiz
Michael Curtiz, rodným jménem Manó Kertész Kaminer, (24. prosince 1886 Budapešť – 10. dubna 1962 Los Angeles) byl maďarsko-americký filmový režisér židovského původu. Jeho nejslavnějším filmem je Casablanca. Za režii tohoto romantického snímku získal roku 1943 Oscara.

## Život
Vystudoval budapešťskou Akademii krásných umění (1906). Poté odešel do Švédska, kde spolupracoval s režiséry Victorem Sjöströmem a Mauritzem Stillerem. Občas i hrál, například ve filmu Atlantis (1913), který režíroval Dán August Blom. Nakonec se vrátil do Maďarska, kde od roku 1912 natáčel vlastní filmy. Do roku 1919 jich zrežíroval přes čtyřicet. V tom roce odjel do Vídně, kde začal pracovat pro studio Sascha hraběte Saši Kolowrata jako scenárista a režisér. Ve Vídni natočil mj. snímky Sodom und Gomorra (Sodoma a Gomora) a Der Junge Medardus (Mladý Medardus; v obou mimochodem hrál český herec a režisér Karel Lamač). Chvíli zkoušel štěstí v Německu, ale roku 1926 se natrvalo usadil v USA, kde se uchytil v Hollywoodu, když podepsal smlouvu s Warner Bros.

### Hollywood
Jeho prvním hollywoodským snímkem, ještě němým, byl The Third Degree (Třetí stupeň). V roce 1929 natočil první zvukový film: Noah's Ark (Noemova archa). Za snímek Captain Blood z roku 1935 (natočen podle stejnojmenného románu Rafaela Sabatiniho s Errolem Flynnem v hlavní roli) byl poprvé nominován na Oscara (za režii i v kategorii nejlepší film), avšak prozatím neuspěl. Errol Flynn se stal jeho oblíbeným hercem. Dal mu hlavní roli i ve filmu The Adventures of Robin Hood (Dobrodružství Robina Hooda) z roku 1938. Film byl nominován na Oscara za nejlepší film. Avšak Oscarový večer roku 1938 byl pro Curtize zcela mimořádný, neboť měl v soutěži ještě další dva snímky: muzikál Four Daughters (Čtyři dcery) byl nominován jak v kategorii režie, tak v kategorii nejlepší film, kriminálka Angels with Dirty Faces (Andělé se špinavou tváří) v kategorii režie. Ani jedna ze čtyř nominací však nebyla proměněna v zisk sošky Akademie. Podobně tomu bylo s muzikálem Yankee Doodle Dandy v roce 1942 – nominován byl za režii i nejlepší snímek, ale sošku nezískal (na rozdíl od představitele hlavní role Jamese Cagneyho). Akademii Curtiz přesvědčil až následujícího roku 1943, dnes již legendárním špionážním romantickým dramatem Casablanca s Humphrey Bogartem a Ingrid Bergmanovou v hlavních rolích - to naopak získalo Oscara jak za režii, tak za nejlepší film. K oceňovaným snímkům patří ještě drama Mildred Pierce z roku 1945 (nominace na Oscara za nejlepší film, Oscar pro Joan Crawfordovou za hlavní roli). Tím skončila Curtizova nejslavnější tvůrčí éra. I po válce však točil filmy, které si získaly oblibu u diváků (méně u kritiků): komedie Life with Father (Život s otcem,1947), muzikálová komedie Romance on the High Seas (Romance na širém moři, 1948), životopisný film Jim Thorpe (1951), komedie We're No Angels (Nejsme andělé. 1955) atd.
Casablanca byla Americkým filmovým institutem vyhlášena na konci 20. století třetím nejlepším americkým filmem všech dob, Yankee Doodle Dandy 98. nejlepším. The Adventures of Robin Hood a Mildred Pierce byly nominovány.
Byl třikrát ženatý, pokaždé s herečkou: Lucy Doraineovou (1918–1923), Lili Damitaovou (1925–1926) a Bess Meredythovou (1928–1962). Je pohřben na hřbitově Forest Lawn Memorial Park Cemetery v Glendale.